# Idilio de Sigfrido
El Idilio de Sigfrido (Siegfried-Idyll, 1870) es una de las pocas obras sinfónicas de Richard Wagner. Tiene una duración aproximada de 20 minutos.
Es una composición de cámara (para pequeña orquesta) finalizada en Villa Triebschen el 4 de diciembre de 1870 celebrando el nacimiento de su hijo Siegfried Wagner (1869) y su casamiento con Cosima Liszt (1870). El propio Wagner dirigió el estreno de la obra que había sido ensayada en secreto por Hans Richter veintiún días más tarde para el cumpleaños de Cósima que cumplía 33 años de edad ese día de Navidad de 1870.
Según consta en el diario de Cósima: «Fui despertada por el sonido de una música nueva, maravillosa y desconocida tocada por un conjunto de cámara. Al finalizar, Richard apareció con mis cinco hijos y me entregó la partitura llamada Regalo sinfónico de cumpleaños».
Wagner había encontrado, en aquella villa a orillas del Lago Lucerna, la paz después del escándalo público que casi termina con su carrera, por su relación con Cósima, la hija ilegítima de Franz Liszt, casada con el gran director Hans von Bülow.
Originalmente sólo destinada a familia y amigos, se vio forzado a publicarla en 1878 por dificultades financieras. El Idilio de Sigfrido (originalmente llamado el Idilio de Tribschen) fue su única composición sinfónica de madurez.
La obra incorpora temas que serán usados en el dueto final de la ópera Siegfried en 1876 y una canción de cuna alemana.